# Ivar Næss
Ivar Næss (født 25. marts 1878, død 10. august 1936) var en norsk arkitekt, der er kendt for at have tegnet en række skoler og andre offentlige bygninger.

## Biografi
Næss var i murerlære i 1892-1895. I 1893-1895 studerede han på Den kongelige tegneskole i Oslo og i 1900–1901 hos Victoria and Albert Museum i London. Han havde også en række stipendier og udlandsophold.
I 1896-1899 var Næss ansat hos Henrik Nissen i Oslo, og i 1902 arbejdede han en overgang som assistent i Charles Harrison Townsends arkitektfirma i London. Derefter åbnede han sin egen virksomhed i Oslo og vandt allerede samme år konkurrencen om tegning af Frogner kirke.
Næss arbejdede indenfor flere stilarter i historicismen. Frogner kirke er inspireret af middelalderen, mens nyklassicisme og norske arkitekturtraditioner fra 1700-tallet forekommer i andre bygninger. Derimod kendes der kun til et tilfælde af jugendstil: kommunehuset Elvarheim (1905) i Elverum, som brændte i 1940.
Næss tegnede også byejendomme og flere villaer, herunder sin egen. Som jernbanearkitekt stod han for stationsbygningerne på den øvre del af Treungenbanen (åbnet 1913) samt bygningen for lokaltrafik ved Oslos vestbanestasjon (1918–20). Derudover er han ikke mindst kendt for at have tegnet en række skoler, deriblandt folkeskoler og landbrugsskoler. Han tegnede også møbler, og han skrev om arkitektur.
Næss havde en række tillidshverv og blev tildelt flere udmærkelser.

## Udvalgte værker
- Elvarheim kommunehus, Elverum (1905, brændt 1940)
- Mødelokalet Venskaben, Askerveien 41, Asker (1904–05)
- Frogner kirke, Oslo (1905–07 etter konkurrence i 1902)
- Egen villa på Gamle Drammensvei 75, Bærum (1907–08)
- Trævilla på Kristinelundveien 2, Oslo (1911)
- Kontor- og internatbygning på Buskerud gård, Modum (1910–12)
- Storsteigen landbruksskole, Alvdal (ca. 1912)
- Stationsbygninger på øvre del av Treungenbanen (1913, nedlagt 1967; de fleste står fortsat)
- Kongsvinger-Solør Telefonforening, Storgaten 13, Kongsvinger (1914)[1]
- Jansløkken folkeskole, Asker (1915)
- Melkeforsyningens gård, Vangsvegen 23, Hamar (1918)
- Lokalstationsbygningen ved Oslo V (1918–20)
- Stabekk videregående skole med rektorbolig, Gamle Drammensvei 15, Bærum (1922–23, etter konkurrence i 1917)
- Hovedbygningen til husmorskolen i Ringstabekk, Bærum (1921–24)
- Gressvik kirke (1925)
- Bondelia husmorskole, Gjøvik (ca. 1925)[2]
- Ullevål kino, Vestgrensa 2, Oslo (1926; nu Ragnar Frisch’ auditorium for Universitetet i Oslo)
- Jar folkeskole, Bærum (1926)
- Oppland landbruksskole, Storhove i Fåberg (1927; efter at den gamle brændte i 1925)[3]
- Slemmestad kirke (1935)